# Shijiazhuang Zhengding International Airport
Shijiazhuang Zhengding International Airport är en flygplats i Kina. Den ligger i provinsen Hebei, i den norra delen av landet, omkring 230 kilometer sydväst om huvudstaden Peking. Shijiazhuang Zhengding International Airport ligger 70 meter över havet.
Runt Shijiazhuang Zhengding International Airport är det tätbefolkat, med 913 invånare per kvadratkilometer. Närmaste större samhälle är Xinchengpu, 1,9 km sydväst om Shijiazhuang Zhengding International Airport. Trakten runt Shijiazhuang Zhengding International Airport består till största delen av jordbruksmark.
Genomsnittlig årsnederbörd är 702 millimeter. Den regnigaste månaden är juli, med i genomsnitt 228 mm nederbörd, och den torraste är januari, med 4 mm nederbörd.